# Terra Mater Magazin
Das Terra Mater Magazin ist ein Magazin zum Thema Naturwissenschaften, Tiere, Pflanzen und Fotografie. Es wird herausgegeben von der Red Bull Media House GmbH.

## Geschichte
Terra Mater Magazin wird seit dem 5. Juni 2012 von Red Bull Media House herausgegeben, aktuell ist der Chefredakteur Robert Sperl. Anfangs wurde passend zur Serie Terra Mater das Magazin im Zeitschriftenhandel veröffentlicht, es ist heute jedoch unabhängig von der Serie. Das Heft erscheint zweimal jährlich und ist auch in verschiedenen Abo-Varianten erhältlich.